# アンドレ・ダースト
アンドレ・ダースト（André Durst、1907年-1949年）は、20世紀前半に活躍した、フランスの写真家。
ファッション写真や広告写真の分野で作品を制作している。マン・レイやブルーメンフェルドと同様にシュルレアリスムの感覚を生かした作品を制作するとともに、ホルスト流のオーソドックスなファッション写真も残している。
オークションを中心として、インターネット上でも作品図版が多く紹介されている。

## 主要文献
アンドレ・ダーストを紹介した文献は、ほとんど存在しない。日本語の文献でダーストにわずかに触れるものとして、次の2つを挙げることができる。
- 世界写真全集第9巻・ファッション・フォトグラフィ（集英社・1983年（新装版1989年））：1936年の作品1点掲載
- 太陽1992年7月号・特集100 Fashion Photos（平凡社・1992年）：作品1点掲載

## 国内の展覧会
国内の展覧会で、アンドレ・ダーストを紹介したものは2011年現在まだ存在しない。